# ريتشارد تراب
ريتشارد تراب (بالإنجليزية: Richard Trapp)‏ هو لاعب كرة قدم أمريكية أمريكي، ولد في 21 سبتمبر 1946 في لينووود في الولايات المتحدة.

## وصلات خارجية
- ريتشارد تراب على موقع مرجع كرة القدم المحترفة.كوم (الإنجليزية)